# غابور (الهند)
غابور (بالإنجليزية: Gabbur) تكتب أيضًا غابورو هي قرية تقع في ولاية كارناتاكا الجنوبية بـالهند. يقع في ديفادورجا تالوك في منطقة رايتشور في كارناتاكا.

## التركيبة السكانية
حسب تعداد الهند عام 2001، بلغ عدد سكان جبور 6441 نسمة منهم 3187 ذكرًا و3254 أنثى.

## تاريخيًا
يُطلق على غابورو اسم مدينة المعبد في منطقة رايشور. كما تضم المدينة ما يصل إلى 30 معبدًا و28 مرسومًا صخريًا. في العصور القديمة، كانت غابور تُعرف أيضًا باسم جاربابورا وجوبوراجراما. بني العديد من هذه المعابد في عهد كالياني تشالوكياس. بعض المعابد البارزة في غابور هي هانومان، وإيشوارا، وفينكاتيشوارا، ومالي شانكارا، وبانغارا باسابا، وماهانديشوارا، وإيلو بهافي باسافانا ومعبد بودي باسافيشوارا؛ بخلاف العديد من المعابد الأخرى التي تتواجد في حالة خراب.

## النقل
تقع غابور على بعد 30 كم من مقر المنطقة رايتشور وعلى بعد 28 كم من مقر تالوكا ديفادورجا. تقع جبور على طريق ولاية كارناتاكا السريع رقم 15، الذي يربط رايشور بديفادورجا. رايشور هي أقرب مدينة كبيرة إلى جبور. ترتبط رايشور جيدًا عن طريق البر إلى بنغالور وهوبلي وحيدر أباد وباجالكوت وغيرها من المدن الكبرى. يقع أقرب مطار رئيسي إلى رايشور وجابور في حيدر أباد.

## الروابط الخارجية
- رايتشور